# Португалов, Вениамин Осипович

В. О. Португалов. Фотография 1860-х гг.

Вениамин Осипович Португалов (1835, Полтава[…] — 20 октября [1 ноября] 1896, Самара) — русский революционер, народник, земский врач, учёный-медик, публицист, общественный деятель. Член тайных революционных организаций, Харьковско-Киевского общества, Казанского кружка, «Земли и воли».

## Биография
Вениамин Португалов родился в 1835 году в зажиточной еврейской семье лубенского купца в городе Полтаве Полтавской губернии, ныне город — административный центр Полтавской области Украины.
Окончил Полтавскую мужскую гимназию.
С 1854 года изучал медицину в Императорском Харьковском университете. Участник и библиотекарь тайного студенческого общества, организованного Яковом Николаевичем Бекманом, Митрофаном Даниловичем Муравским и другими в 1855 году. Принимал участие в студенческих беспорядках в 1858 года, после чего перевёлся в Императорский университет Святого Владимира в Киеве. Под руководством профессора Платона Васильевича Павлова в Киеве, занимался организацией воскресных школ.
В феврале 1860 года арестован в Киеве по делу тайного студенческого общества и 23 февраля заключён в Алексеевский равелин Петропавловской крепости, в июне отправлен в III Отделение и, после строгого внушения и вменения в наказание содержания в крепости, получил разрешение перейти в Императорский Казанский университет, который окончил со званием лекаря.
Жил в городе Пирятине Полтавской губернии, занимался медицинской практикой. 5 (17) сентября 1862 года вторично арестован за участие в политических кружках украинофильского направления и 13 (25) сентября 1862 года вновь заключён в Петропавловскую крепость, из которой 31 декабря 1862 года (12 января 1863 года) отправлен к петербургскому обер-полицеймейстеру для перевода под надзор полиции в город Шадринск Пермской губернии. Не имея права заниматься врачебной практикой, взялся за перо.
В 1865 году получил разрешение выезжать из Шадринска в соседние уезды для лечения больных, но за «вредное влияние» (столкновение с губернатором) был лишён права отлучек с места жительства и в 1866 году переведён в город Чердынь Пермской губернии. В 1868 году служил городским врачом в городе Красноуфимске Пермской губернии. В 1869 году был врачом на Пермских, а в 1870 году на Уральских горных заводах. В том же году уволен по прошению со службы по горному ведомству.
С конца 1860-х годов — активный сотрудник столичных и провинциальных изданий по вопросам общественной медицины. 
С 1870 года был земским врачом в городе Камышлове Пермской губернии. В 1872 году получил разрешение на въезд в столицы. 
В 1874 году служил губернским земским врачом в Вятке. Осенью 1874 года арестован и отправлен в Казань, освобождён в мае 1875 года. Затем служил в селе Кинель-Черкассы Бугурусланского уезда Самарской губернии.
В 1876 году служил в Самарской губернской земской больнице и в том же году освобождён от надзора. Живя в Самаре энергично участвовал во всех просветительных и благотворительных учреждениях г. Самары, один из первых стал бороться в России с пьянством, делая больным подкожные впрыскивания стрихнином. Принимал деятельное участие в работе по холерной эпидемии 1892 года.
Вениамин Португалов умер 20 октября (1 ноября) 1896 года в городе Самаре Самарской губернии, ныне город — административный центр Самарской области.

## Творчество
Первый очерк («Шадринск и Чердынь») помещен в «Архиве Судебной Медицины»; затем принимал деятельное участие в газетах «Дело» и «Неделя», преимущественно по вопросам гигиены. Изучал быт и санитарное положение горняков, результатом чего явился очерк «Гигиена рудокопов».
Автор популярных брошюр о пьянстве: «Пьянство — пагуба человека», «Пьянство как социальный недуг», «Борьба с алкоголизмом» и многих других.
По еврейскому вопросу Португалов придерживался крайне ассимиляторских взглядов. Ещё в молодости он проникся народническими представлениями о губительной роли евреев в хозяйственной жизни российского крестьянства. Эти представления легли в основу догматов иудео-христианского движения 1880-х гг., одним из видных участников которого стал В. Португалов. В еврейских погромах 1880-х гг. он видел выражение протеста крестьян и городской бедноты против социальной несправедливости, а решение еврейского вопроса считал возможным при осуществлении социально-религиозной реформы быта евреев на началах общечеловеческой религии, освобожденной от обрядности (точнее, на началах русского сектантства). По мнению В. Португалова, еврейство может существовать и развивать культуру и цивилизацию, лишь растворившись в европейских народах (подразумевался русский народ). Он призывал правительство бороться с еврейским ритуалом; в «Судебной газете» (1894) требовал репрессий со стороны властей против обрезания, халицы, шхиты и других еврейских обрядов. Его желание преобразовать на сектантский лад еврейскую жизнь, о которой он имел весьма смутное представление, вызвало отрицательную реакцию еврейской общественности, отразившуюся в полемике в русско-еврейской периодической печати.
В конце жизни В. Португалов всецело отдался устройству народных чтений в Самарском городском театре. Его статьи печатались в «Русском Богатстве», «Русской Мысли», «Вестнике Воспитания», «Медицинском Вестнике», «Русской Жизни», «Стране», «Молве» и многих других столичных и провинциальных изданиях.

## Главные труды
- Португалов В. О. Причины болезней. — СПб.: тип. Акад. наук, 1869. — 132 с.[4]
- Португалов В. О. Вопросы общественной гигиены. — СПб.: тип. А. Моригеровского, 1874. — 623 с.[5]
- Португалов В. О. Краткое руководство по гигиене для фельдшеров и сельских учителей. — Вятка: печатня А.А. Красовского, 1874.[6]
- Португалов В. О. Санитарное значение спиртных напитков. — СПб.: тип. Б.Г, Янпольского, 1882. — 86 с.[7]
- Португалов В. О. Знаменательные движения в еврействе. — СПб., 1884. — 48 с.[8]
- Португалов В. О. Предохранительные меры против холеры. — Самара: тип. Е.Е. Флоровой, 1884. — 31 с.[9]
- Португалов В. О. Предохранительные меры против холеры. — Самара: тип. Е.Е. Флоровой, 1884. — 31 с.
- Португалов В. О. Очерк последних успехов гигиены. — М.: тип. А.И, Мамонтова и К°, 1885. — 23 с.[10]
- Португалов В. О. Успехи знания. — Одесса: тип. Л. Нитче, 1885. — 24 с.[11]
- Португалов В. О. Успехи знания и кем оно движется. Фельетон. — Одесса: тип. Л. Нитче, 1885. — 24 с.[12]
- Португалов В. О. О пьянстве. — Чернигов: Земский врач, 1888. — 19 с.[13]
- Португалов В. О. Повальные чудачества (по поводу увлечения толстовской теорией «непротивления злу»). — СПб.: тип. и хромалит. А. Траншель, 1889. — 47 с.[14]
- Португалов В. О. Пьянство — пагуба человека. — СПб.: газ. «Фельдшер», 1891. — 22 с.[15]
- Португалов В. О. Борьба с пьянством или с алкоголизмом. — Одесса: тип. Исаковича, 1895. — 28 с.[16]
- Португалов В. О. Школа в борьбе с пьянством. — Одесса: Одесск. о-во для борьбы с пьянством, 1896. — 28 с.[17]

- журнальные статьи:
  - «Последний этап Якушкина» (мемуары) (1884)
  - «Пастер» (публицистика, 1895);
  - «Пособие для фельдшеров»,
  - «Повальные чудачества»,
  - «Юдаизм и наука»,
  - «Обрезание у евреев»
  - «Русская община»,
  - «Каштанство и пустовые души»,
  - «Оздоровление городов»,
  - «Однобокая гигиена»,
  - «Преступная управа»,
  - «Змей Горыныч»,
  - «Ученик об учителе».

## Семья
- Жена Розалия Исааковна
- Дети:
  - Осип (Иосиф) (1866—1936), литератор;
  - Александр (1870 — после 1931), профессор, учёный в области агрономии и зоотехники;
  - Виктор (1873—1930), публицист (основной псевдоним Маловер Ф.; с ним полемизировал В.И. Ленин), деятель конституционно-демократической партии; после октябрьского переворота в эмиграции, входил в организованный Б. Савинковым Народный союз защиты родины и свободы;
  - Юлий (1876—1936), психолог, психиатр, профессор кафедры психиатрии медицинского института в Самаре, специалист по детской психоневрологии, автор ряда научных трудов[18].
  - Михаил (1879—1927), историк литературы, библиограф, специалист по творчеству И. С. Тургенева, директор Музея И. Тургенева в Орле;
- Брат жены Шайкович, управляющий акцизами в Пирятине.
- Внучатый племянник Витольд Платонович Португалов (1896—1956) — скрипач.